# У Ю
У Ю (кит. упр. 吴优, пиньинь Wú Yōu; род. 27 марта 1984, Цзиньчжоу, Ляонин) — китайская гребчиха, выступавшая за сборную Китая по академической гребле в период 2004—2012 годов. Серебряная призёрка летних Олимпийских игр в Пекине, участница многих регат национального и международного значения.

## Биография
У Ю родилась 27 марта 1984 года в городском округе Цзиньчжоу провинции Ляонин, КНР. 
Заниматься академической греблей начала в 1998 году, проходила подготовку в Административном центре водных видов спорта провинции Цзянси.
Первого серьёзного успеха на взрослом международном уровне добилась в сезоне 2004 года, когда вошла в основной состав китайской национальной сборной и побывала на этапе Кубка мира в Мюнхене, откуда привезла награду серебряного достоинства, выигранную в зачёте распашных рулевых восьмёрок. Благодаря череде удачных выступлений удостоилась права защищать честь страны на летних Олимпийских играх 2004 года в Афинах — здесь попасть в число призёров не смогла, показав в восьмёрках четвёртый результат.
В 2006 году в восьмёрках выиграла серебряную медаль на этапе Кубка мира в Познани.
В 2007 году в той же дисциплине получила бронзу на этапе Кубка мира в Амстердаме.
Одержав победу на двух этапах Кубка мира 2008 года, благополучно прошла отбор на домашние Олимпийские игры в Пекине. Вместе с напарницей Гао Юйлань в программе женских распашных безрульных двоек пришла к финишу второй, уступив в решающем заезде только экипажу из Румынии — тем самым завоевала серебряную олимпийскую медаль.
После пекинской Олимпиады У осталась в составе гребной команды Китая на ещё один олимпийский цикл и продолжила принимать участие в крупнейших международных регатах. Так, в 2011 году она выступила на чемпионате мира в Бледе, где заняла четвёртое место в безрульных двойках.
В 2012 году стартовала в безрульных двойках на этапах Кубка мира в Белграде и Люцерне, но была далека от призовых позиций. По окончании этого сезона приняла решение завершить спортивную карьеру.